# سوفیای یکم
سوفیای یکم یا سوفیای اول (به انگلیسی: Sofia the First) یک مجموعه تلویزیونی آمریکایی پویانمایی رایانه‌ای برای کودکان است که اولین بار در ۱۸ نوامبر ۲۰۱۲ پخش شد و توسط انیمیشن تلویزیونی دیزنی برای شبکه دیزنی و دیزنی جونیور تولید شد. جیمی میچل به‌عنوان کارگردان و تهیه‌کننده اجرایی آن و کریگ گربر به‌عنوان خالق، تدوین‌گر داستان و تهیه‌کننده آن فعالیت می‌کنند. این مجموعه ماجراهای دختری به‌نام سوفیا (با صداپیشگی آریل وینتر) را دنبال می‌کند که وقتی مادرش میراندا با رولند دوم پادشاه انچانسیا ازدواج می‌کند، یک شاهدخت می‌شود. این مجموعه دارای ترانه‌هایی از جان کاواناف و اریکا روتشیلد و یک نت موسیقی از کوین کلیش است.

## تاریخچه
قسمت آزمایشی مجموعه روزی روزگاری پرنسس، در ۱۸ نوامبر ۲۰۱۲ در شبکه دیزنی پخش شد که در آن سیندرلا را به نمایش گذاشتند. فلورا، فاونا و مری‌وتر از زیبای خفته نیز به‌عنوان مدیران مدرسه سلطنتی معرفی شدند. این مجموعه در ۱۱ ژانویه ۲۰۱۳ در دیزنی جونیور به نمایش درآمد.
دیزنی جونیور سوفیای یکم را برای فصل دوم در ۵ مارس ۲۰۱۳ و سپس برای فصل سوم در ۸ ژانویه ۲۰۱۴ تمدید کرد.
قسمت دوم این مجموعه، قصر شناور، در ۲۴ نوامبر ۲۰۱۳ با حضور آریل پخش شد.
سومین قسمت، نفرین شاهدخت آیوی، در ۲۳ نوامبر ۲۰۱۴ با حضور راپانزل پخش شد.
در ۱۴ آوریل ۲۰۱۵، این مجموعه برای فصل چهارم توسط دیزنی جونیور تمدید شد.
کریگ گربر در دسامبر ۲۰۱۶ توضیح داد که فصل چهار در بهار ۲۰۱۷ شروع خواهد شد و دارای ۲۴ قسمت ۲۲ دقیقه‌ای به‌اضافه ۲ قسمت ویژه ۶۰ دقیقه‌ای خواهد بود.
در ۲۹ ژانویه ۲۰۱۵، یک مجموعه اسپین‌آف برای سوفیای یکم با عنوان النا از آوالور اعلام شد.
این مجموعه در ۲۲ ژوئیه ۲۰۱۶ در شبکه دیزنی به نمایش درآمد. علاوه بر این، یک فیلم تلویزیونی در ۲۰ نوامبر ۲۰۱۶ با عنوان النا و راز آوالور، هم بود که شخصیت‌هایی از سوفیای یکم را پوشش می‌داد.
قسمت پایانی مجموعه، برای همیشه سلطنتی در ۸ سپتامبر ۲۰۱۸ پخش شد.

## طرح
دختر جوانی به‌نام سوفیا و مادرش میراندا زندگی دهقانی خود را در پادشاهی انچانسیا دارند و میراندا به عنوان کفاش کار می‌کند و سوفیا هم به او کمک می‌کند. یک روز، پادشاه انچانسیا، رولند دوم، نیاز داشت کفش‌هایش را تعمیر کند و به این دلیل میراندا و دخترش برای تعمیر کفش‌های پادشاه به قلعه می‌روند. به این ترتیب میراندا و رولند دوم عاشق هم می‌شوند و ازدواج می‌کنند. مشخص نیست که رولند دوم و میراندا از همسرانشان جدا شدند و طلاق گرفتند یا همسرانشان درگذشتند.
حال، سوفیا با ازدواج رولند دوم و مادرش وارد نقش جدید خود به‌عنوان دختر ملکه و شاهدخت می‌شود و سعی می‌کند با خانواده جدید خود که شامل ناپدری‌اش، پادشاه رولند دوم و خواهر و برادر ناتنی‌اش شاهدخت امبر و شاهزاده جیمز می‌شوند سازگار شود و همچنین در مدرسه سلطنتی جدیدش مستقر شود، جایی که فلورا، فاونا و مری‌وتر از زیبای خفته مدیرانش هستند.
ناپدری‌اش به او یک طلسم گردنبند می‌دهد که ناظر اعمال اوست، به‌عنوان پاداش برای کارهای درست به او برکت می‌دهد و به‌عنوان تنبیه برای کارهای غلط او را دچار مشکل می‌کند. از برجسته‌ترین توانایی‌هایی که به‌عنوان پاداش برای کار درست به سوفیا داده شده‌است صحبت با حیوانات است. خرگوش کلوور و پرندگان میا و رابین شخصیت‌های حیوان هستند که در طول سریال زیاد دیده می‌شوند و با سوفیا صحبت می‌کنند. البته یک‌بار این توانایی را طلسم از او برای کار بدش گرفت. از مشکلاتی که می‌توان به آن در زمینه تنبیه برای کار بد سوفیا اشاره کرد این بود که برای کار بد سوفیا طلسم کاری کرد که بین هر چند کلمه‌ای که سوفیا می‌گوید ناخواسته صدای قورباغه در بیاورد. این طلسم همچنین همه شاهزادگان و شاهدختانی را که تا به‌حال بوده‌اند را به هم پیوند می‌دهد و آن‌ها را به پیش همدیگر می‌فرستد. که در همان موقع که سوفیا بین هر چند کلمه‌ای که می‌گفت ناخواسته صدای قورباغه از خودش درمی‌آورد طلسم شاهدخت بل را به پیش سوفیا آورد و بل به سوفیا راه خلاص شدن از شر مشکلش را گفت.
سدریک، جادوگر سلطنتی، آنتاگونیست اصلی مجموعه است که مرتباً سعی می‌کند طلسم گردنبند سوفیا را بدزدد. سدریک قصد دارد از قدرت طلسم برای سرنگونی خانواده سلطنتی و تسلط بر پادشاهی انچانسیا استفاده کند. او طبق سخن خودش در پیش سوفیا دست و پایش را پیش شاه گم می‌کند و همین باعث می‌شود که گاهی جلوی شاه ناخواسته کاری انجام دهد، او در تولدهای شاهدخت امبر به او تاج هدیه می‌دهد که یک‌بار در تولد شاهزاده جیمز و شاهدخت امبر (آن‌ها دوقلو هستند) بنابر خواسته شاهدخت امبر به جای تاج دادن، شاهزاده جیمز را تبدیل به یک نوزاد کرد، او به سوفیا یک‌بار در جهت قبولی در امتحان مدرسه سلطنتی کمک کرده‌است، سوفیا اسم او را در اکثر مواقع اشتباهی سیدریک صدا می‌زند، سوفیا گاهی اوقات به او کمک می‌کند (در زمینه سرنگونی خانواده سلطنتی کاری انجام نداده‌است و خبری از قصد سدریک ندارد).
بیلیویک، از مهم‌ترین پیشخدمت‌ها و مسئولان قلعه است. مسئولیت او این است که مطمئن شود همه‌چیز در قلعه همان‌طوری است که باید باشد، همان‌طور که او در روزی که سوفیا به قلعه می‌آید چیزهایی را به سوفیا توضیح می‌دهد، در روز تولدش او قصد داشت مثل بقیه روزها کارهایش را انجام دهد که شاه به او دستور داد همراه با برادرش نایجل به تفریح بروند و برای این روز استثنا قائل شد، پیشنهادهای نایجل چیدن سیب، خوردن بستنی و ماهیگیری بود که آن‌ها ابتدا موفق نشدند که هیچ‌کدام از این کارها را انجام بدهند به دلایل پیش آمدن مشکلات شکستن قسمتی از کشتی در بازی دزدان دریایی برگزار شده توسط شاهزاده جیمز، صورتی نبودن کلوچه‌ها در مهمانی چای برگزار شده توسط شاهدخت امبر و رفتن پروانه‌ها در برنامه کشیدن نقاشی از پروانه‌ها برگزار شده توسط شاهدخت سوفیا که بیلیویک آمد و کشتی را تعمیر کرد، کلوچه‌ها را به همراه آشپز قلعه به رنگ صورتی درآورد و پروانه‌ها را در یک فضای محدود نگه داشت، ولی در آخر خانواده سلطنتی و اطرافیان آن‌ها برای بیلیویک جشن تولدی در کشتی بازی دزدان دریایی گرفتند و آن‌ها به تفریح رفتند.

## صداپیشه‌ها و شخصیت‌ها

### صداپیشگان اصلی
- آریل وینتر در نقش پرنسس سوفیا
- دارسی رز برنز در نقش پرنسس امبر
- زک کلیسون، تایلر مرنا و نیکلاس کانتو در نقش شاهزاده جیمز
- سارا رامیرز در نقش ملکه میراندا
- تراویس ویلینگهام در نقش پادشاه رولند دوم
- جس هارنل در نقش سدریک جادوگر
- وین بردی در نقش خرگوش کلوور
- تیم گان در نقش بیلیویک

### صداپیشگان مهمان در یک قسمت

#### پرنسس‌های دیزنی
- جنیفر هیل در نقش سیندرلا (در قسمت روزی روزگاری پرنسس)
- لیندا لارکین و لیا سالونگا در نقش جاسمین (در قسمت دو تانگو)
- جولی ناتانسون در نقش بل (در قسمت طلسم و سرود)
- جودی بنسون در نقش آریل (در قسمت قصر شناور)
- کیت هیگینس در نقش آورورا (در قسمت تعطیلات در انچانسیا)
- مینگ‌نا ون و لیا سالونگا در نقش مولان (در قسمت پرنسس‌ها برای نجات)
- کاترین وون تیل در نقش سفیدبرفی (در قسمت جشن طلسم‌شده)
- مندی مور در نقش راپانزل (در قسمت نفرین شاهدخت آیوی)
- آنیکا نونی رز در نقش تیانا (در قسمت هدیه زمستان)
- روت کونل در نقش مریدا (در قسمت کتابخانه مخفی)

## قسمت‌ها
| فصل | فصل  | قسمت‌ها | پخش اصلی       | پخش اصلی       |
| فصل | فصل  | قسمت‌ها | اولین پخش      | آخرین پخش      |
| --- | ---- | ------ | -------------- | -------------- |
|     | نخست | نخست   | ۱۸ نوامبر ۲۰۱۲ | ۱۸ نوامبر ۲۰۱۲ |
|     | ۱    | ۲۵     | ۱۱ ژانویه ۲۰۱۳ | ۱۴ فوریه ۲۰۱۴  |
|     | ۲    | ۳۰     | ۲۸ فوریه ۲۰۱۴  | ۱۲ اوت ۲۰۱۵    |
|     | ۳    | ۲۸     | ۵ اوت ۲۰۱۵     | ۳۱ مارس ۲۰۱۷   |
|     | ۴    | ۲۶     | ۲۸ آوریل ۲۰۱۷  | ۸ سپتامبر ۲۰۱۸ |

## پذیرایی
در اکتبر ۲۰۱۲، هنگامی که یک تهیه‌کننده در هنگام یک تور مطبوعاتی صحبت کرد، ابتدا سوفیا به‌عنوان اولین شاهدخت اسپانیایی دیزنی شناخته شد. بعداً یکی از مدیران دیزنی جونیور توضیح داد که ... سوفیا دختری افسانه‌ای است که در دنیائی افسانه‌ای زندگی می‌کند. همه شخصیت‌های این مجموعه ما از سرزمین‌های فانتزی می‌آیند که ممکن است عناصری از فرهنگ‌ها و قومیت‌های مختلف را منعکس کنند، اما هیچ‌یک قرار نیست به‌طور خاص آن فرهنگ‌های دنیای واقعی را نشان دهند. همان‌طور که سخنگوی دیزنی توضیح داد، سوفیا میراث افسانه‌ای ترکیبی دارد، ... مادر سوفیا، ملکه میراندا، در سرزمینی ساختگی، گالدیز، جایی با تأثیرات لاتین به دنیا آمد. میراندا پدر سوفیا، بیرک بالتازار، که از پادشاهی فریزنبرگ آمده بود را ملاقات کرد و ازدواج کردند و با هم به انچانسیا، جایی که سوفیا متولد شد نقل مکان کردند.
گالدیز بر اساس اسپانیا و فریزنبرگ بر اساس اسکاندیناوی هستند. رئیس و مدیرعامل رسانه ملی اسپانیایی پیوستگی دربارهٔ نیمه‌اسپانیایی بودن سوفیا این‌گونه تفسیر کرد که او واجد شرایط لاتین بودن نیست.
کریگ گربر، خالق مجموعه، بعداً مجموعه اسپین‌آف النا از آوالور را ساخت که در آن یک شاهدخت لاتین به‌عنوان قهرمان و شخصیت اصلی داستان بازی می‌کرد. او در مصاحبه‌ای با ای‌بی‌سی نیوز توضیح می‌دهد: «آنچه که تجربه سوفیا به من نشان داد، خواستن وجود یک شاهدخت لاتین بود. این که یک اشتباه که توسط یک تهیه‌کننده انجام شده‌است می‌تواند به صورت ویروسی به این اطلاعیه تبدیل بشود که هرگز اعلام نشده‌است. و سوفیا لاتین نبود و هرگز قرار نبود اولین شاهدخت لاتین باشد. اما واقعاً این واقعیت را نشان می‌دهد که مردم واقعاً یک شاهدخت لاتین را می‌خواهند، و فکر می‌کنم مطمئناً در ذهن من این‌طور شد و بخشی از چیزی بود که من را برای ارائه این ایده ترغیب کرد».
سوفیای یکم: روزی روزگاری پرنسس در ۱۸ نوامبر ۲۰۱۲ در شبکه دیزنی پخش شد و ۸٫۱۷ میلیون بیننده (زمانی که رتبه‌بندی‌های Live+7 جدول‌بندی شد) به دست آورد، که آن را به شماره ۱ تلویزیون کابلی تمام دوران برای کودکان ۲ تا ۵ ساله تبدیل کرد. همچنین رکورد شماره ۱ پخش تلویزیون کابلی پیش‌دبستانی را نیز در کل بینندگان و بزرگسالان ۱۸ تا ۴۹ ساله به ثبت رساند.

## رسانه خانگی
رسانه خانگی سوفیای یکم توسط سرگرمی خانگی والت دیزنی توزیع می‌شود.